# 대한민국 민법 제332조
대한민국 민법 제332조는 설정자에 의한 대리점유의 금지에 대한 민법 조문이다.

## 조문
제332조(설정자에 의한 대리점유의 금지) 질권자는 설정자로 하여금 질물의 점유를 하게 하지 못한다.